# Amadeus-Verleihung 2005
Die 6. Verleihung des Amadeus Austrian Music Award fand am 5. Mai 2005 im ORF-Zentrum Küniglberg in Wien statt. Moderiert wurde sie von Ö3-Moderator Andi Knoll. Die Show wurde live im Internet und zeitversetzt ab 22:00 Uhr im ORF übertragen. Das musikalische Rahmenprogramm gestalteten Melanie C, Lisa Stansfield, Silbermond, Juli, Christina Stürmer, Saint privat, Shiver und Gustav. Laudatoren waren Wolfgang Ambros, Das Balaton Combo, Nik Berger, Roland Düringer, Peter L. Eppinger & Daniela Zeller, Palfrader/Niedetzky/Scheurer, Projekt X, Rainer Schönfelder, Markus Spiegel und Zabine.

## Nominierung und Wahl
Nominiert werden konnten Musiker und Bands bzw. deren Veröffentlichungen, die im Zeitraum von 1. Jänner bis 31. Dezember 2004 auf den Markt kamen bzw. mindestens einen Live-Auftritt hatten. Voraussetzung war, dass die Künstler ihren Lebensmittelpunkt in Österreich haben oder österreichische Staatsbürger sind.

## Preisträger

### Künstlerin Pop/Rock national
Preisträgerin:
- Christina Stürmer mit Soll das wirklich alles sein?

Weitere Nominierte:
- Marianne Mendt mit Momendts Live in Concert
- Nina Proll mit 12 Songs, nicht die Schlechtesten
- Saint privat mit Riviera
- Verena mit Taken Unaware

### Künstler Pop/Rock national
Preisträger:
- Georg Danzer mit Persönlich

Weitere Nominierte:
- DJ Ötzi mit Ich war immer der Clown!
- Ludwig Hirsch mit Ausgewählte Lieder
- Rainhard Fendrich mit Aufleben
- Udo Jürgens mit Es lebe das Laster – Udo live

### Gruppe Pop/Rock national
Preisträger:
- Global Kryner mit Global Kryner

Weitere Nominierte:
- Ausseer Hardbradler mit Volkspunk
- Die Echten mit Im Stimmbad
- Papermoon mit Come Closer
- Die Seer mit Über’n Berg

### Single des Jahres national
Preisträger:
- Vorbei von Christina Stürmer

Weitere Nominierte:
- Addiction von Verena
- Bus durch London von Christina Stürmer
- Lebt denn der alte Holzmichl noch? von Antonia
- The Sound of San Francisco von den Global Deejays

### Newcomer des Jahres national
Preisträger:
- Saint privat mit Riviera

Weitere Nominierte:
- Die Echten mit Im Stimmbad
- Global Kryner mit Global.Kryner
- Nina Proll mit 12 Songs, nicht die Schlechtesten
- Verena mit Taken Unaware

### Single des Jahres international
Preisträger:
- Yeah! von Usher

Weitere Nominierte:
- Augen auf! von Oomph!
- Dragostea din tei von Haiducii
- Dragostea din tei von O-Zone
- F**k It (I Don’t Want You Back) von Eamon

### Album des Jahres
Preisträger:
- Feels Like Home von Norah Jones

Weitere Nominierte:
- Anastacia von Anastacia
- How to Dismantle an Atomic Bomb von U2
- Noiz von den Söhnen Mannheims
- Zu & Co von Zucchero

### Schlager-Album des Jahres
Preisträger:
- Du von Andrea Berg

Weitere Nominierte:
- Berg ohne Wiederkehr von den Kastelruther Spatzen
- Beuge dich vor grauem Haar von den Ladinern
- Erinnerung an Mama von den Ladinern
- Prinz Rosenherz vom Nockalm Quintett

### Musik-DVD des Jahres
Preisträger:
- Live Donauinsel + Stadthalle Wien von Falco

Weitere Nominierte:
- Die Band, die sie Pferd nannten von den Ärzten
- Live Aid - Various Artists
- Queen on Fire – Live at the Bowl von Queen
- Tanz’ mit uns! von den Lollipops

### Jazz/Blues/Folk-Album des Jahres national
Preisträger:
- Radio Snacks von Café Drechsler

Weitere Nominierte:
- Association von Paul Zauner feat. Eddie Henderson
- Bridges von Hans Theessink
- Jung & schön von Maria Bill
- Trad II von Hubert von Goisern

### FM4 Alternative Act des Jahres
Preisträger:
- Gustav

Weitere Nominierte:
- 3 Feet Smaller
- Garish
- Naked Lunch
- Petsch Moser

## Besondere Auszeichnung

### Lebenswerk
- Stefan Weber